# Gemeinschaftsausschuss der Deutschen Gewerblichen Wirtschaft
Der Gemeinschaftsausschuss der Deutschen Gewerblichen Wirtschaft ist ein Koordinierungsgremium deutscher Wirtschaftsverbände mit Sitz im Haus der Deutschen Wirtschaft in Berlin.

## Allgemeines
Der Ausschuss wurde als GbR am 23. Februar 1950 gegründet. Er bildete damals den Koordinierungsausschuss der Wirtschaftsvertreter bei den Hattenheimer Gesprächen.
Er ist nicht weisungsgebunden und koordiniert branchenübergreifend die bildungs-, sozial- und wirtschaftspolitischen Interessen seiner Mitglieder. Durch den eher informellen Aufbau hat der Gemeinschaftsausschuss keine eigene Entscheidungsgewalt und wirkt über seine Mitgliedsverbände.
Dabei bezieht er sich auf Gutachten wie „Ökonomische Bildung von Schülern – Neue Konzepte für den Wirtschaftsunterreicht“ (2010), „Bürokratieverursachende Normen“ (2008), „Bildungsarmut und Humankapitalschwäche in Deutschland“ (2006), mit denen er u. a. das Institut der deutschen Wirtschaft beauftragt.
Die Gesellschaft koordinierte 1999 die Etablierung der Stiftung „Erinnerung, Verantwortung und Zukunft“ zur Zwangsarbeiterentschädigung.
aktuelle Ziele
- „Kultur der Selbständigkeit“ als Leitbild der Wirtschaftspolitik (Petersberger Erklärung 1998)
- Steuerreform
- Föderalismusreform und  Bürokratieabbau um 'Zuständigkeit zu entflechten, Entscheidungsprozesse zu beschleunigen und Finanzautonomie zu stärken'

Der Gemeinschaftsausschuss ist im Lobbyregister des Deutschen Bundestags gelistet.

## Mitglieder
(Quelle: )
- Bundesvereinigung der Deutschen Arbeitgeberverbände (BDA)
- Bundesverband der Deutschen Industrie (BDI)
- Deutsche Industrie- und Handelskammer (DIHK)
- Zentralverband des Deutschen Handwerks (ZDH)
- Bundesverband deutscher Banken (BdB)
- Bundesverband Großhandel, Außenhandel, Dienstleistungen (BGA)
- Bundesverband der Deutschen Volksbanken und Raiffeisenbanken (BVR)
- Bundesverband Deutscher Zeitungsverleger (BDZV)
- Centralvereinigung Deutscher Wirtschaftsverbände für Handelsvermittlung und Vertrieb (CDH)
- Deutscher Hotel- und Gaststättenverband (DEHOGA)
- Deutscher Sparkassen- und Giroverband (DSGV)
- Gesamtverband der Deutschen Versicherungswirtschaft (GDV)
- Deutschland HDE – Der Einzelhandel (HDE)
- Verband Deutscher Reeder (VDR)
- Der Mittelstandsverbund (ZGV)

Gastverbände
- Deutscher Bauernverband (DBV)
- Bundesverband der Freien Berufe (BfB)

## Personen
- Vorsitz Ulrich Grillo (Präsident des BDI)